# منطقة لوديانا
لوديانا رمزها «LU» (بالإنجليزية: Ludhiana)‏ ، هو تقسيم إداري لدولة الهند تتبع ولاية بنجاب (بالإنجليزية: Punjab)‏ ، مركزها هو مدينة لوديانا (بالإنجليزية: Ludhiana)‏ عدد سكانها حسب تعداد سنة 2001 هو 3,030,352 ، مساحتها 3,744 كم² وكثافة السكان 809 لكل كم² .

## المناخ
يظهر الجدول التالي التغييرات المناخية على مدار السنة لمنطقة لوديانا:
| البيانات المناخية لـمنطقة لوديانا | البيانات المناخية لـمنطقة لوديانا | البيانات المناخية لـمنطقة لوديانا | البيانات المناخية لـمنطقة لوديانا | البيانات المناخية لـمنطقة لوديانا | البيانات المناخية لـمنطقة لوديانا | البيانات المناخية لـمنطقة لوديانا | البيانات المناخية لـمنطقة لوديانا | البيانات المناخية لـمنطقة لوديانا | البيانات المناخية لـمنطقة لوديانا | البيانات المناخية لـمنطقة لوديانا | البيانات المناخية لـمنطقة لوديانا | البيانات المناخية لـمنطقة لوديانا | البيانات المناخية لـمنطقة لوديانا |
| الشهر                             | يناير                             | فبراير                            | مارس                              | أبريل                             | مايو                              | يونيو                             | يوليو                             | أغسطس                             | سبتمبر                            | أكتوبر                            | نوفمبر                            | ديسمبر                            | المعدل السنوي                     |
| --------------------------------- | --------------------------------- | --------------------------------- | --------------------------------- | --------------------------------- | --------------------------------- | --------------------------------- | --------------------------------- | --------------------------------- | --------------------------------- | --------------------------------- | --------------------------------- | --------------------------------- | --------------------------------- |
| متوسط درجة الحرارة الكبرى °م (°ف) | 19 (66)                           | 21 (69)                           | 26 (78)                           | 34 (94)                           | 38 (101)                          | 39 (103)                          | 34 (94)                           | 33 (91)                           | 33 (92)                           | 32 (89)                           | 26 (79)                           | 21 (69)                           | 30 (85)                           |
| متوسط درجة الحرارة الصغرى °م (°ف) | 7 (44)                            | 8 (47)                            | 13 (55)                           | 18 (65)                           | 23 (73)                           | 26 (79)                           | 26 (79)                           | 24 (76)                           | 23 (74)                           | 17 (63)                           | 11 (52)                           | 7 (45)                            | 17 (63)                           |
| الهطول مم (إنش)                   | 20 (0.80)                         | 38 (1.50)                         | 30 (1.20)                         | 20 (0.80)                         | 20 (0.80)                         | 61 (2.40)                         | 229 (9.00)                        | 188 (7.40)                        | 86 (3.40)                         | 5.1 (0.20)                        | 13 (0.50)                         | 20 (0.80)                         | 730.1 (28.8)                      |
| المصدر:                           |                                   |                                   |                                   |                                   |                                   |                                   |                                   |                                   |                                   |                                   |                                   |                                   |                                   |